# Tree of Life (Disney's Animal Kingdom)

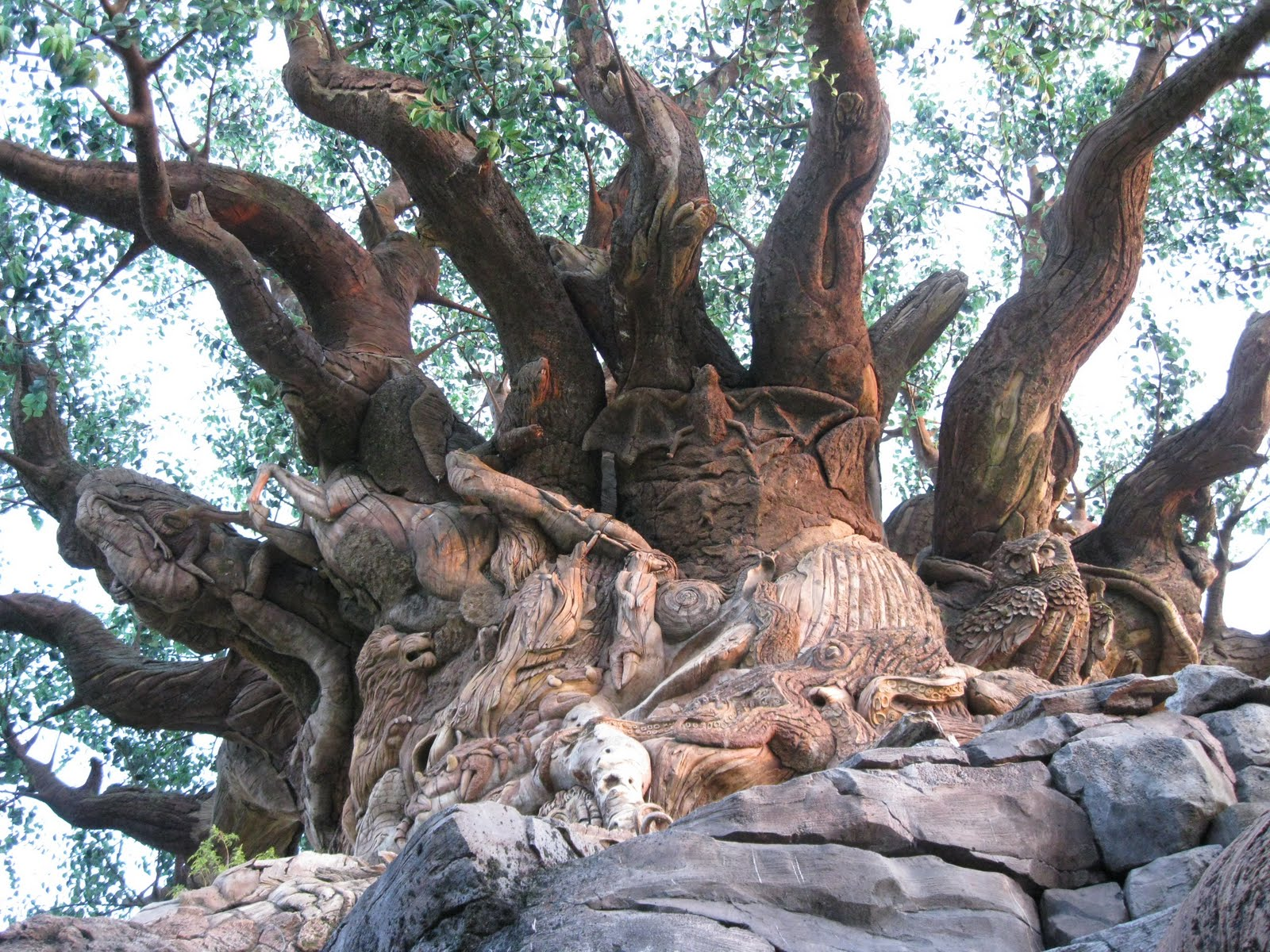
Arbre de la Vie - Disney Animal Kingdom

Pour les articles homonymes, voir Tree of Life.
L'Arbre de vie (en anglais : Tree of Life) est le symbole du parc Disney's Animal Kingdom, c'est une sous-espèce géante de Disneyodendron. Il est présent dans le parc depuis son ouverture le 22 avril 1998.
Il est situé au milieu de l'île de Discovery Island. Il accueille au creux de ses racines une salle de cinéma en 3D de 420 places présentant les personnages du film 1 001 Pattes dans le spectacle It's Tough to be a Bug!, attraction installée en 2001 dans le parc Disney's California Adventure.

## L'attraction
Le Tree of Life est un arbre artificiel haut de 14 étages soit 44 m. Il possède une ossature en acier recouverte de béton et de nombreuses sculptures d'animaux, 325 sculptures au total imbriquées les unes aux autres, ornent son tronc.
Il doit son nom avant tout à la taille et la position centrale dans le parc donnée par les imagineers à cet arbre. Il faut se souvenir que l'arbre de vie ou arbre-monde est une métaphore, un concept, qui existe dans de nombreuses mythologies et représente à la fois une source de vie et la symbiose.
Son aspect est dérivé d'un bonsaï présenté dans le parc Epcot lors d'une festival d'horticulture. Parmi les projets prévus pour ou autour de cet arbre en voici deux notables, l'un prévoyait une restauration dans les racines (The Roots Restaurant) et un autre aurait permis l'ascension de l'arbre, le second aurait été proche des Swiss Family Treehouse / Tarzan's Treehouse.
Autour un chemin permet de découvrir les nombreuses sculptures du tronc.
- Ouverture : 22 avril 1998 (avec le parc)
- Hauteur : 44 m[4]
- Diamètre du tronc : 15 m[4]
- Largeur de la base : 51,8 m[4]
- Nombre de feuilles : 100 000
- Type d'attraction : visite
- Situation : 28° 21′ 28″ N, 81° 35′ 26″ O